# Apneumonella
Genre
Apneumonella est un genre d'araignées aranéomorphes de la famille des Telemidae.

## Distribution
Les espèces de ce genre se rencontrent en Tanzanie, au Kenya, en Malaisie, en Indonésie et en Chine.

## Liste des espèces
Selon World Spider Catalog (version 24, 18/04/2023) :
- Apneumonella dongxing Yang, Zhao & Tong, 2023
- Apneumonella jacobsoni Brignoli, 1977
- Apneumonella oculata Fage, 1921
- Apneumonella taitatavetaensis Zhao & Li, 2017

## Systématique et taxinomie
Ce genre a été décrit par Fage en 1921.

## Publication originale
- Fage, 1921 : « Sur quelques araignées apneumones. » Comptes rendus de l'Académie des sciences, vol. 172, p. 620-622 (texte intégral).